# César-díj a legjobb elsőfilmnek
A legjobb elsőfilmnek járó César-díjat (franciául César du meilleur premier film) a francia Filmművészeti és Filmtechnikai Akadémia 1982 óta ítéli oda. Átadása a „Césarok éjszakája” elnevezésű gálaünnepségen történik minden év február végén, március elején.
Alapítása óta a díj elnevezése többször is változott:
- 1982–2001: César-díj a legjobb elsőműnek (César de la meilleure première œuvre);
- 2002–2004: César-díj a legjobb fikciós elsőműnek (César de la meilleure première œuvre de fiction);
- 2006 óta a jelenlegi neve.

A végső szavazásra bocsátott jelöltek száma 1989-ig 4 film volt, kivéve az 1988-as díjátadót, amikor – kivételesen – 5 filmre lehetett szavazni. A nomináltak száma 1990-ben 6, 1991-től pedig 5 alkotás lett.
A díjjal járó trófeát az alkotások rendezőinek adják át, de kap szobrocskát a film arra felhatalmazott producere is. Koprodukciós filmek esetében maximum két produkciós iroda megbízott producerei vehetnek át Césart. További gyártók esetében, kérésükre ők is kaphatnak szobrocskát, de csak a trófea gyártási költségeinek megtérítése fejében.

## Díjazottak és jelöltek
A díjazottak vastagítással vannak kiemelve.
Az évszám a díjosztó gála évét jelzi, amikor az előző évben forgalmazásra került film elismerésben részesült.

### 1980-as évek
| Év   | Díjazottak és jelöltek |
| ---- | --- |
| 1982 | - Díva (Diva), rendezte: Jean-Jacques Beineix - Le jardinier, rendezte: Jean-Pierre Sentier - Neige, rendezte: Jean-Henri Roger és Juliet Berto - Une affaire d'hommes, rendezte: Nicolas Ribowski                                                                        |
| 1983 | - Mourir à trente ans, rendezte: Romain Goupil - Josepha, rendezte: Christopher Frank - Lettres d'amour en Somalie, rendezte: Frédéric Mitterrand - Önbíráskodás (Tir groupé), rendezte: Jean-Claude Missiaen                                                             |
| 1984 | - A négerek utcája (Rue cases nègres), rendezte: Euzhan Palcy - Élethalálharc (Le dernier combat), rendezte: Luc Besson - Juliette sorsa (Le destin de Juliette), rendezte: Aline Issermann - La trace, rendezte: Bernard Favre                                           |
| 1985 | - Veszélyes lépések (La diagonale du fou), rendezte: Richard Dembo - Egy fiú és egy lány (Boy Meets Girl), rendezte: Leos Carax - Ne vedd el tőlem a napot! (Marche à l'ombre), rendezte: Michel Blanc - Emlékek, emlékek (Souvenirs, souvenirs), rendezte: Ariel Zeitoun |
| 1986 | - Tea Arkhimédész háremében (Le Thé au harem d'Archimède), rendezte: Mehdi Charef - A hárem (Harem), rendezte: Arthur Joffé - La nuit porte-jarretelles, rendezte: Virginie Thévenet - Strictement personnel, rendezte: Pierre Jolivet                                    |
| 1987 | - La femme de ma vie, rendezte: Régis Wargnier - Fekete perpatvar (Black Mic-Mac), rendezte: Thomas Gilou - Gyűlölöm a színészeket (Je hais les acteurs), rendezte: Gérard Krawczyk - Noir et blanc, rendezte: Claire Devers                                              |
| 1988 | - L'oeil au beur(re) noir, rendezte: Serge Meynard - Avril brisé, rendezte: Liria Begeja - Flag, rendezte: Jacques Santi - Vörös alsószoknya (Le jupon rouge), rendezte: Geneviève Lefebvre - Le moine et la sorcière, rendezte: Suzanne Schiffman                        |
| 1989 | - Az élet egy hosszú, nyugodt folyó (La vie est un long fleuve tranquille), rendezte: Etienne Chatiliez - Camille Claudel, rendezte: Bruno Nuytten - Chocolat, rendezte: Claire Denis - Furcsa randevú (Drôle d'endroit pour une rencontre), rendezte: François Dupeyron  |

### 1990-es évek
| Év   | Díjazottak és jelöltek |
| ---- | --- |
| 1990 | - Kegyetlen világ (Un monde sans pitié), rendezte: Éric Rochant - Peaux de vaches, rendezte: Patricia Mazuy - La salle de bain, rendezte: John Lvoff - La soule, rendezte: Michel Sibra - Suivez cet avion, rendezte: Patrice Ambard - Tolérance, rendezte: Pierre-Henry Salfati                                                                                   |
| 1991 | - A titokzatos lány (La discrète), rendezte: Christian Vincent - Halfaouine, l'enfant des terrasses, rendezte: Férid Boughedir - Mado, poste restante, rendezte: Alexandre Abadachian - Outremer, rendezte: Brigitte Roüan - Un week-end sur deux, rendezte: Nicole Garcia                                                                                         |
| 1992 | - Delicatessen, rendezte: Marc Caro et Jean-Pierre Jeunet - Les Arcandiers, rendezte: Manuel Sanchez - L'autre, rendezte: Bernard Giraudeau - Hullámtörés (Fortune express), rendezte: Olivier Schatzky - Lune froide, rendezte: Patrick Bouchitey |
| 1993 | - Vad éjszakák (Les nuits fauves), rendezte: Cyril Collard - Nord, rendezte: Xavier Beauvois - Semmiségek (Riens du tout), rendezte: Cédric Klapisch - Az őrszem (La sentinelle), rendezte: Arnaud Desplechin - Zebra (Le zèbre), rendezte: Jean Poiret |
| 1994 | - A zöld papaya illata (L'odeur de la papaye verte) , rendezte: Anh Hung Tran - Az érzelmes bérgyilkos (Cible émouvante), rendezte: Pierre Salvadori - Cápafióka (Le fils du requin), rendezte: Agnès Merlet - Les gens normaux n'ont rien d'exceptionnel, rendezte: Laurence Ferreira-Barbosa - A meszticlány (Métisse), rendezte: Mathieu Kassovitz              |
| 1995 | - Férfiak mélyrepülésben (Regarde les hommes tomber), rendezte: Jacques Audiard - Chabert ezredes (Le colonel Chabert), rendezte: Yves Angelo - Mina Tannenbaum, rendezte: Martine Dugowson - Personne ne m'aime, rendezte: Marion Vernoux - A holtakkal jobb kiegyezni (Petits arrangements avec les morts), rendezte: Pascale Ferran                             |
| 1996 | - A három testvér (Les trois frères), rendezte: Didier Bourdon és Bernard Campan - Helyzetkép (État des lieux), rendezte: Jean-François Richet - Pigalle, rendezte: Karim Dridi - Rosine, rendezte: Christine Carrière - Van (vagy nincs) (En avoir (ou pas)), rendezte: Laetitia Masson                                                                           |
| 1997 | - Lesz-e hó karácsonykor? (Y aura-t-il de la neige à Noël ?), rendezte: Sandrine Veysset - Szerelmi fészek (L'appartement), rendezte: Gilles Mimouni - Bernie, rendezte: Albert Dupontel - Még (Encore), rendezte: Pascal Bonitzer - Mikrokozmosz - Füvek népe (Microcosmos : Le peuple de l'herbe), rendezte: Marie Perennou és Claire Nuridsany                  |
| 1998 | - Didier, rendezte: Alain Chabat - L'autre Côté de la mer, rendezte: Dominique Cabrera - Les démons de Jésus, rendezte: Bernie Bonvoisin - Rózsaszín életem (Ma vie en rose), rendezte: Alain Berliner - Jézus élete (La vie de Jésus), rendezte: Bruno Dumont |
| 1999 | - Isten látja lelkem (Dieu seul me voit), rendezte: Bruno Podalydes - Élet, amiről az angyalok álmodnak (La vie rêvée des anges), rendezte: Érick Zonca - Jeanne és a tökéletes férfi (Jeanne et le garçon formidable), rendezte: Olivier Ducastel és Jacques Martineau - L'arrière Pays, rendezte: Jacques Nolot - Le gone du Chaâba, rendezte: Christophe Ruggia |

### 2000-es évek
| Év   | Díjazottak és jelöltek |
| ---- | --- |
| 2000 | - Voyages, rendezte: Emmanuel Finkiel - Fel a fejjel! (Haut les cœurs !), rendezte: Solveig Anspach - Feltörekvők (Les convoyeurs attendent), rendezte: Benoît Mariage - Karácsonyi kavarodás (La bûche), rendezte: Danièle Thompson - Karnaval, rendezte: Thomas Vincent |
| 2001 | - Emberi erőforrások (Ressources humaines), rendezte: Laurent Cantet - Légyott a Hetesen (Nationale 7), rendezte: Jean-Pierre Sinapi - Bűnjel (Scènes de crimes), rendezte: Frédéric Schoendoerffer - La squale, rendezte: Fabrice Genestal - Stand-by, rendezte: Roch Stéphanik |
| 2002 | - Senkiföldje (No Man's Land), rendezte: Danis Tanovic - Egy fecske csinált nyarat (Une hirondelle a fait le printemps), rendezte: Christian Carion - Grégoire Moulin a világ ellen (Grégoire Moulin contre l'humanité), rendezte: Artus de Penguern - Színésznő a feleségem (Ma femme est une actrice), rendezte: Yvan Attal - Vándormadarak (Le peuple migrateur), rendezte: Jacques Perrin, Jacques Cluzaud, Michel Debats |
| 2003 | - Csak a szépre emlékezem (Se souvenir des belles choses), rendezte: Zabou Breitman - A bálványom (Mon idole), rendezte: Guillaume Canet - Filles perdues, cheveux gras, rendezte: Claude Duty - Irène, rendezte: Ivan Calbérac - Véresen komolytalan (Carnages), rendezte: Delphine Gleize |
| 2004 | - Mióta Otar elment (Depuis qu'Otar est parti...), rendezte: Julie Bertucelli - Apa csak egy van (Père et fils), rendezte: Michel Boujenah - Belleville randevú (Les triplettes de Belleville), rendezte: Sylvain Chomet - Ki ölte meg Bambit? (Qui a tué Bambi ?), rendezte: Gilles Marchand - Könnyebb a tevének... (Il est plus facile pour un chameau...), rendezte: Valeria Bruni Tedeschi                               |
| 2005 | - Árad a tenger... (Quand la mer monte...), rendezte: Yolande Moreau és Gilles Porte - Kóristák (Les choristes), rendezte: Christophe Barratier - Összefonódva (Brodeuses), rendezte: Éléonore Faucher - Pódium (Podium), rendezte: Yann Moix - Violence des échanges en milieu tempéré, rendezte: Jean-Marc Moutout |
| 2006 | - Darwin rémálma (Le cauchemar de Darwin), rendezte: Hubert Sauper - Anthony Zimmer – Jérôme Salle - Hidegzuhany (Douches froides) – Antony Cordier - Pingvinek vándorlása (La marche de l’empereur) – Luc Jacquet - Kis Jeruzsálem (La Petite Jérusalem) – Karin Albou |
| 2007 | - Tök jóképű vagy! (Je vous trouve très beau), rendezte: Isabelle Mergault - A 13-as (13 Tzameti),. rendezte: Gela Babluani - Les fragments d'Antonin, rendezte: Gabriel Le Bomin - Pardonnez-moi, rendezte Maïwenn - Szerelemgyerek (Mauvaise foi), rendezte: Roschdy Zem |
| 2008 | - Persepolis (Persépolis), rendezte: Marjane Satrapi és Vincent Paronnaud - Ceux qui restent rendezte: Anne le Ny - Et toi t'es sur qui ?, rendezte: Lola Doillon - Tout est pardonné, rendezte Mia Hansen-Love - Vízi liliomok (Naissance des pieuvres), rendezte: Céline Sciamma |
| 2009 | - Oly sokáig szerettelek (Il y a longtemps que je t'aime), rendezte: Philippe Claudel - Mascarades, rendezte: Lyes Salem - Otthon az úton (Home), rendezte: Ursula Meier - Bűntelenül (Pour elle), rendezte: Fred Cavayé - Versailles, rendezte: Pierre Schoeller |

### 2010-es évek
| Év   | Díjazottak és jelöltek |
| ---- | --- |
| 2010 | - Helyes kölykök (Les beaux gosses), rendezte: Riad Sattouf - A beszélő titkai (Qu’un seul tienne et les autres suivront), rendezte: Léa Fehner - Espion(s), rendezte: Nicolas Saada - La première étoile, rendezte: Lucien Jean-Baptiste - A javulás útján (Le dernier pour la route), rendezte: Philippe Godeau                                           |
| 2011 | - Gainsbourg (hősi élet) (Gainsbourg (Vie héroïque)), rendezte: Joann Sfar - Simon Werner eltűnése (Simon Werner a disparu), rendezte: Fabrice Gobert - Szívrablók (L'Arnacoeur), rendezte: Pascal Chaumeil - Tête de Turc, rendezte: Pascal Elbé - Tout ce qui brille, rendezte: Géraldine Nakache                                                         |
| 2012 | - Le cochon de Gaza, rendezte: Sylvain Estibal - 17 lány (17 filles), rendezte: Delphine és Muriel Coulin - Angele és Tony (Angèle et Tony), rendezte: Alix Delaporte - Nathalie második élete (La délicatesse), rendezte: Stéphane és David Foenkinos - My Little Princess, rendezte: Eva Ionesco                                                          |
| 2013 | - Louise Wimmer, rendezte: Cyril Mennegun - A buta Ágota (Augustine), rendezte: Alice Winocour - Comme des frères, rendezte: Hugo Gélin - Lejárt lemez (Rengaine), rendezte: Rachid Djaïdani - Populaire kisasszony (Populaire), rendezte: Régis Roinsard                                                                                                   |
| 2014 | - Én, én és az anyám (Les garçons et Guillaume, à table !), rendezte: Guillaume Gallienne - A júliusi randevú (La fille du 14 juillet), rendezte: Antonin Peretjatko - Fordulópont (En solitaire), rendezte: Christophe Offenstein - La bataille de Solférino, rendezte: Justine Triet - Szerelem, örökség, portugál (La cage dorée), rendezte: Ruben Alves |
| 2015 | - A küzdők (Les combattants), rendezte: Thomas Cailley - Elle l'adore, rendezte: Jeanne Herry - Fidelio, l’odyssée d’Alice, rendezte: Lucie Borleteau - Party Girl, rendezte: Marie Amachoukeli, Claire Burger, Samuel Theis - Qu'Allah bénisse la France, rendezte: Abd Al Malik                                                                           |
| 2016 | - Mustang, rendezte: Deniz Gamze Ergüven - Cowboyok (Les cowboys), rendezte: Thomas Bidegain - Az SK1-es ügy (L'affaire Sk1), rendezte: Frédéric Tellier - Ni le ciel ni la terre, rendezte: Clément Cogitore - Nous trois ou rien, rendezte: Kheiron |
| 2017 | - Divines, rendezte: Houda Benyamina - Cigarettes et chocolat chaud, rendezte: Sophie Reine - La danseuse, rendezte: Stéphanie Di Giusto - Sötét gyémánt (Diamant noir), rendezte: Arthur Harari - Rosalie Blum, rendezte: Julien Rappeneau |
| 2018 | - Petit paysan, rendezte: Hubert Charuel - Adelmanék titka (Monsieur et Madame Adelman), rendezte: Nicolas Bedos - Egy fiatal nő (Jeune femme), rendezte: Léonor Serraille - Lépésről lépésre (Patients), rendezte: Grand Corps Malade - Nyers (Grave), rendezte: Julia Ducournau                                                                           |
| 2019 | - Shéhérazade, rendezte: Jean-Bernard Marlin - Cirógatós (Les chatouilles), rendezte: Andréa Bescond és Éric Métayer - L'amour flou, rendezte: Romane Bohringer és Philippe Rebbot - Láthatás (Jusqu'à la garde), rendezte: Xavier Legrand - Vad (Sauvage), rendezte: Camille Vidal-Naquet                                                                  |

### 2020-as évek
| Év   | Díjazottak és jelöltek |
| ---- | --- |
| 2020 | - A ruha szabaddá tesz (Papicha), rendezte: Mounia Meddour - A föld nevében (Au nom de la terre), rendezte: Édouard Bergeon - Az Atlantiak (Atlantique), rendezte: Mati Diop - Baljós Hullámok (Le chant du loup), rendezte: Antonin Baudry - Nyomorultak (Les Misérables), rendezte: Ladj Ly                                |
| 2021 | - Ketten (Deux), rendezte: Filippo Meneghetti - Cukorfalatok (Mignonnes), rendezte: Maïmouna Doucouré - Egyszerűen fekete (Tout simplement noir), rendezte: Jean-Pascal Zadi - Garçon chiffon, rendezte: Nicolas Maury - Tunéziai terápia (Un divan à Tunis), rendezte:Manele Labidi                                         |
| 2022 | - A rádió kora (Les magnétiques), rendezte: Vincent Maël Cardona - Gagarin (Gagarine), rendezte: Fanny Liatard, Jérémy Trouilh - La panthère des neiges, rendezte: Marie Amiguet, Vincent Munier - Sáskaraj (La nuée), rendezte: Just Philippot - Szlalom (Slalom), rendezte: Charlène Favier                                |
| 2023 | - Saint Omer, rendezte: Alice Diop - Bruno Reidal: Egy gyilkos vallomása (Bruno Reidal, confession d'un meutrier), rendezte: Vincent Le Port - Falcon Lake, rendezte: Charlotte Le Bon - A legrosszabbak (Les pires), rendezte: Lise Akoka, Romane Gueret - A hatodik gyermek (Le Sixième Enfant), rendezte: Léopold Legrand |
| 2024 | - Chien de la casse, rendezte: Jean-Baptiste Durand - Bernadette – A főnökasszony (Bernadette), rendezte: Léa Domenach - Le Ravissement, rendezte: Iris Kaltenbäck - Vermines, rendezte: Sébastien Vaniček - Vincentnek meg kell halnia (Vincent doit mourir), rendezte: Stéphan Castang                                     |
| 2025 | - Boldogok a sajtkészítők (Vingt Dieux), rendezte: Louise Courvoisier - Csiszolatlan gyémánt Diamant brut, rendezte: Agathe Riedinger - Le Royaume, rendezte: Julien Colonna - Les Fantômes, rendezte: Jonathan Millet - Szeretetreméltók (Un p'tit truc en plus), rendezte: Artus                                           |